# ليفا (مغني)
عبد الكريم فال (بالفرنسية: Abdel Karim Fall) المعروف في الوسط الفني باسم ليفا (بالفرنسية: Lefa) وهو مغني راب فرنسي ولد في يوم 28 نوفمبر 1985 في باريس، فرنسا. نشأ في فرنسا ويعيش حاليًا في فرنسا منذ صغره. وهو عضو في مجموعة الهيب هوب الفرنسية سكسيون داسوت.